# Vila Nova de Gaia (sołectwo)
Vila Nova de Gaia – sołectwo w gminie Vila Nova de Gaia jest usytuowane na lewym brzegu rzeki Douro ma 6 km² powierzchni i 30 758 mieszkańców. Zawiera obszary Coimbroes i Candal a także miejsce nad rzeką, gdzie usytuowane są słynne piwnice wina Porto. Posiada swoją alternatywną nazwę; Santa Marinha. Ze względu na piwnice wina Porto, znajduje się na liście najczęściej odwiedzanych przez turystów miejsc w Portugalii.